# بي. موريس يونغ
بي. موريس يونغ (بالإنجليزية: B. Morris Young)‏ هو مبشر أمريكي، ولد في 18 يناير 1854 في سولت ليك في الولايات المتحدة، وتوفي بنفس المكان في 20 فبراير 1931.